# Esto
Esto is een plaats (town) in de Amerikaanse staat Florida, en valt bestuurlijk gezien onder Holmes County.

## Demografie
Bij de volkstelling in 2000 werd het aantal inwoners vastgesteld op 356.
In 2006 is het aantal inwoners door het United States Census Bureau geschat op 364, een stijging van 8 (2.2%).

## Geografie
Volgens het United States Census Bureau beslaat de plaats een oppervlakte van
6,1 km², waarvan 5,7 km² land en 0,4 km² water. Esto ligt op ongeveer 44 m boven zeeniveau.

## Plaatsen in de nabije omgeving
De onderstaande figuur toont nabijgelegen plaatsen in een straal van 24 km rond Esto.